# Superliga Brasileira de Voleibol Feminino
Campeonato Brasileiro de Voleibol Feminino é o principal torneio entre clubes de voleibol feminino do Brasil. Desde a temporada 1994/1995 é disputado com o nome-fantasia de Superliga.
O torneio é organizado anualmente pela Confederação Brasileira de Voleibol (CBV) e dá acesso ao seu campeão ao Campeonato Sul-Americano de Clubes.
Os direitos de transmissão da Superliga no Brasil pertencem a Rede Globo e RedeTV! em TV aberta e ao SporTV em TV fechada.

## História
Até a década de 1960, as competições de voleibol no Brasil só ocorriam em nível estadual, sem nenhuma competição nacional. Até 1978 também era disputada a Taça Brasil, um torneio que só reunia equipes dos estados do Rio de Janeiro, São Paulo e Minas Gerais.
A partir de 1976, essa competição passou a ser aberta a equipes amadoras de todos os estados, sendo disputada a cada dois anos; apenas os campeões a partir desta edição são reconhecidos como campeões brasileiros de voleibol pela CBV. Em 1981 surge de fato o Campeonato Brasileiro com equipes profissionais.
Na temporada 1988/1989 o campeonato passa a ocorrer entre o segundo semestre de um ano e o primeiro do outro, adaptando-se assim às principais competições mundiais, surgindo a Liga Nacional. A Superliga foi disputada pela primeira vez na temporada temporada 1994/1995, com o fim da Liga Nacional. O número de participantes varia a cada ano. A partir da temporada 2012/2013, o torneio passou a contar com duas divisões - Série A e Série B, disputadas em paralelo.

## Série A
A Série A é a principal divisão do torneio nacional. Uma das características históricas da Superliga Feminina foi a falta de uma padronização no sistema de disputa, que mudava a cada ano, assim como as regras e o número de participantes. Desde a temporada 2009/2010 a forma de disputa tem sido com uma fase classificatória em pontos corridos, turno e returno, quartas-de-final definidas em série melhor-de-três, semifinais em melhor-de-cinco e final em jogo único.
O campeão ganha o direito de disputar o Campeonato Sul-Americano de Clubes.

### Última edição
Doze equipes participaram da Superliga Feminina de 2023/24. São elas:
| Equipe                     | Cidade             | Pos. temporada 2022/23 | Ginásio                          | Capacidade | Títulos | Sesi/Bauru São Caetano Brasília Vôlei Minas Pinheiros Bluvôlei Barueri Maringá Praia Clube Osasco Rio de Janeiro: Sesc RJ Flamengo FluminenseSuperliga Brasileira de Voleibol Feminino (Brasil) |
| -------------------------- | ------------------ | ---------------------- | -------------------------------- | ---------- | ------- | --- |
| Barueri                    | Barueri            | 7º (Superliga A)       | José Corrêa                      | 5 000      | 0       | Sesi/Bauru São Caetano Brasília Vôlei Minas Pinheiros Bluvôlei Barueri Maringá Praia Clube Osasco Rio de Janeiro: Sesc RJ Flamengo FluminenseSuperliga Brasileira de Voleibol Feminino (Brasil) |
| Brasília Vôlei             | Brasília           | 9º (Superliga A)       | Sesi Taguatinga                  | 11 000     | 0       | Sesi/Bauru São Caetano Brasília Vôlei Minas Pinheiros Bluvôlei Barueri Maringá Praia Clube Osasco Rio de Janeiro: Sesc RJ Flamengo FluminenseSuperliga Brasileira de Voleibol Feminino (Brasil) |
| Bluvôlei/Furb/SME          | Blumenau           | 1º (Superliga B)       | Ginásio Galegão                  | 3 000      | 0       | Sesi/Bauru São Caetano Brasília Vôlei Minas Pinheiros Bluvôlei Barueri Maringá Praia Clube Osasco Rio de Janeiro: Sesc RJ Flamengo FluminenseSuperliga Brasileira de Voleibol Feminino (Brasil) |
| Fluminense                 | Rio de Janeiro     | 6º (Superliga A)       | Ginásio da Hebraica              | 1 000      | 2       | Sesi/Bauru São Caetano Brasília Vôlei Minas Pinheiros Bluvôlei Barueri Maringá Praia Clube Osasco Rio de Janeiro: Sesc RJ Flamengo FluminenseSuperliga Brasileira de Voleibol Feminino (Brasil) |
| Unilife Maringá            | Maringá            | 10º (Superliga A)      | Ginásio Chico Neto               | 4 800      | 0       | Sesi/Bauru São Caetano Brasília Vôlei Minas Pinheiros Bluvôlei Barueri Maringá Praia Clube Osasco Rio de Janeiro: Sesc RJ Flamengo FluminenseSuperliga Brasileira de Voleibol Feminino (Brasil) |
| Gerdau/Minas               | Belo Horizonte     | 1º (Superliga A)       | Arena UniBH                      | 3 650      | 5       | Sesi/Bauru São Caetano Brasília Vôlei Minas Pinheiros Bluvôlei Barueri Maringá Praia Clube Osasco Rio de Janeiro: Sesc RJ Flamengo FluminenseSuperliga Brasileira de Voleibol Feminino (Brasil) |
| Osasco São Cristóvão Saúde | Osasco             | 5º (Superliga A)       | José Liberatti                   | 4 500      | 5       | Sesi/Bauru São Caetano Brasília Vôlei Minas Pinheiros Bluvôlei Barueri Maringá Praia Clube Osasco Rio de Janeiro: Sesc RJ Flamengo FluminenseSuperliga Brasileira de Voleibol Feminino (Brasil) |
| Pinheiros                  | São Paulo          | 8º (Superliga A)       | Henrique Villaboim               | 1 100      | 0       | Sesi/Bauru São Caetano Brasília Vôlei Minas Pinheiros Bluvôlei Barueri Maringá Praia Clube Osasco Rio de Janeiro: Sesc RJ Flamengo FluminenseSuperliga Brasileira de Voleibol Feminino (Brasil) |
| Dentil Praia Clube         | Uberlândia         | 2º (Superliga A)       | Arena Praia                      | 3 000      | 2       | Sesi/Bauru São Caetano Brasília Vôlei Minas Pinheiros Bluvôlei Barueri Maringá Praia Clube Osasco Rio de Janeiro: Sesc RJ Flamengo FluminenseSuperliga Brasileira de Voleibol Feminino (Brasil) |
| Sesc RJ/Flamengo           | Rio de Janeiro     | 4º (Superliga A)       | Ginásio Hélio Maurício           | 1.000      | 12      | Sesi/Bauru São Caetano Brasília Vôlei Minas Pinheiros Bluvôlei Barueri Maringá Praia Clube Osasco Rio de Janeiro: Sesc RJ Flamengo FluminenseSuperliga Brasileira de Voleibol Feminino (Brasil) |
| Sesi/Vôlei Bauru           | Bauru              | 3º (Superliga A)       | Panela de Pressão                | 2 000      | 0       | Sesi/Bauru São Caetano Brasília Vôlei Minas Pinheiros Bluvôlei Barueri Maringá Praia Clube Osasco Rio de Janeiro: Sesc RJ Flamengo FluminenseSuperliga Brasileira de Voleibol Feminino (Brasil) |
| São Caetano                | São Caetano do Sul | 1º (Superliga B)       | Vereador Pedro Ezequiel da Silva | 3 500      | 1       | Sesi/Bauru São Caetano Brasília Vôlei Minas Pinheiros Bluvôlei Barueri Maringá Praia Clube Osasco Rio de Janeiro: Sesc RJ Flamengo FluminenseSuperliga Brasileira de Voleibol Feminino (Brasil) |

## Série B
Criada em 2014, a Série B corresponde à segunda divisão da Superliga e classifica o campeão e o vice do torneio para a disputa da Série A na temporada seguinte. De 2002 a 2013 a Liga Nacional tinha tal função.

### Última edição
Doze equipes disputaram o título e acesso da Superliga Feminina de Série B 2024. São elas:
| Equipe                   | Cidade         | Última participação | Temporada 2023                      |
| ------------------------ | -------------- | ------------------- | ----------------------------------- |
| ABEL/Brusque             | Brusque        | 2022                | 12º Colocado na Superliga A         |
| AGEE-Atacadão/São Carlos | São Carlos     | 2023                | 5º Colocado da Chave da Superliga B |
| Mackenzie EC             | Belo Horizonte | 2023                | 6º Colocado na Superliga B          |
| Recife Vôlei             | Recife         | 2023                | 7º Colocado na Superliga B          |
| Curitiba Vôlei           | Curitiba       | 2023                | 8º Colocado na Superliga B          |
| ACV/Unoesc/Chapecó       | Chapecó        | 2023                | 9º Colocado na Superliga B          |
| ACE/ NC Extreme          | Goiânia        | Estreante           | 1º Colocado da Chave da Superliga C |
| Irati Vôlei              | Irati          | estreante           | 1º Colocado da Chave da Superliga C |
| Vôlei Natal Desportivo   | Natal          | estreante           | 1º Colocado da Chave da Superliga C |
| Tijuca TC                | Rio de Janeiro | estreante           | 1º Colocado da Chave da Superliga C |
| Renasce Sorocaba         | Sorocaba       | estreante           | 1º Colocado da Chave da Superliga C |
| Ascade/DF                | Brasília       | Estreante           | 2º Colocado da Chave da Superliga C |

## Série C
Em 2018 a CBV criou a Série C, que corresponde à terceira divisão da Superliga e classifica quatro equipes para participarem da Superliga B na temporada seguinte. A nova competição substituiu a extinta Taça Prata.

### Última Edição
Lista de equipes participantes da edição 2023:
| Equipe                                 | Cidade                  | Última participação | Temporada 2022           |
| -------------------------------------- | ----------------------- | ------------------- | ------------------------ |
| CC3 Sport Club                         | Fortaleza               | Estreante           | Estreante                |
| Ceará Sporting Club                    | Fortaleza               | Estreante           | estreante                |
| ABV/Associação Brasiliense de Voleibol | Brasília                | Estreante           | Estreante                |
| Ascade Volleyball                      | Brasília                | 2021                | Não disputou             |
| Mais Vôlei Brasília                    | Brasília                | 2022                | 4º (Sede Brasília)       |
| Real Brasiliense                       | Brasília                | 2022                | 5º (Sede Brasília)       |
| Prevermed Vôlei                        | Brasília                | 2022                | 3º (Sede Brasília)       |
| Ace/NC Extreme                         | Goiânia                 | Estreante           | Estreante                |
| Lona Voleibol                          | Goiânia                 | Estreante           | Estreante                |
| Campo Grande Vôlei                     | Campo Grande            | Estreante           | Estreante                |
| Força Vôlei                            | Primavera do Leste      | Estreante           | Estreante                |
| Central Vôlei                          | Caruaru                 | Estreante           | Estreante                |
| Sport Recife/INE                       | Recife                  | 2022                | 6º (Sede Irati)          |
| AIVEC/Foz do Iguaçu/SMEL               | Foz do Iguaçu           | 2022                | 6º (Sede Irati)          |
| Assoc. Pinhalense Voleibol             | Pinhalzinho             | Estreante           | Estreante                |
| Irati Vôlei                            | Irati                   | 2022                | 5º (Sede Irati)          |
| Vôlei Marechal                         | Marechal Cândido Rondon | Estreante           | Estreante                |
| Pato Vôlei                             | Pato Branco             | Estreante           | Estreante                |
| Maricá Vôlei                           | Maricá                  | Estreante           | Estreante                |
| Tijuca Tênis Clube                     | Rio de Janeiro          | 2022                | 2º (Sede Rio de Janeiro) |
| Vôlei Natal                            | Natal                   | Estreante           | Estreante                |
| Vôlei Shiro                            | Natal                   | Estreante           | Estreante                |
| Napoli Voleibol                        | Caçador                 | 2022                | Estreante                |
| Praia Grande                           | Praia Grande            | Estreante           | Estreante                |
| Renasce Vôlei Sorocaba                 | Sorocaba                | Estreante           | Estreante                |
| Sesi Bauru U21                         | Bauru                   | Estreante           | Estreante                |
| São José Vôlei                         | São José dos Campos     | 2022                | 4º (Sede Rio de Janeiro) |
| Vôlei Louveira                         | Louveira                | 2022                | 3º (Sede Rio de Janeiro) |